# Branden Robinson

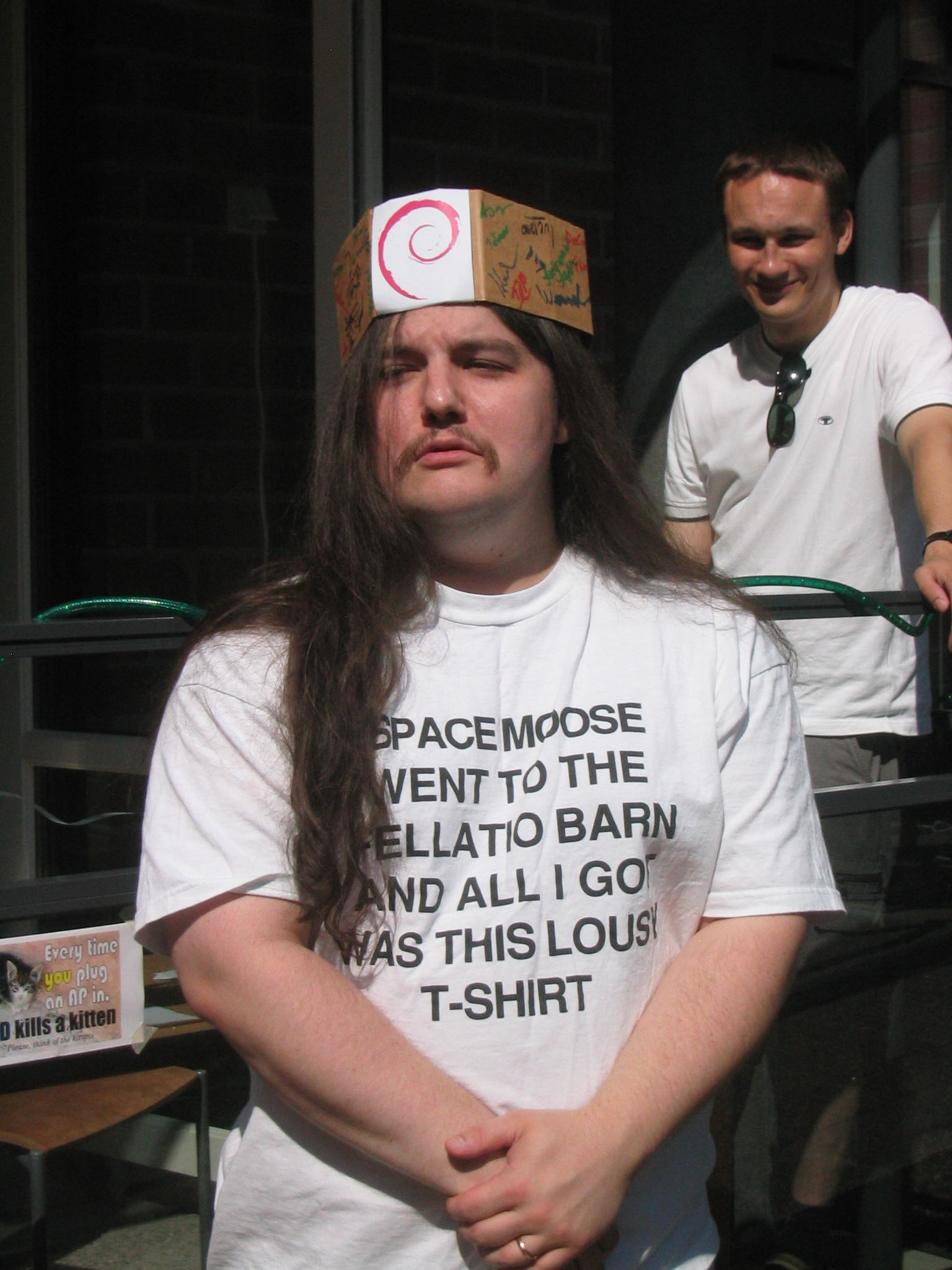
Brandon Robinson

Branden Robinson – deweloper Debiana znany ze swojego wkładu w rozwój systemu graficznego X Window System. W okresie od kwietnia 2005 do kwietnia 2006 był Liderem Projektu Debian. 18 kwietnia 2006 zastąpił go Anthony Towns.